# Aponogeton rehmannii
Aponogeton rehmannii là một loài thực vật có hoa trong họ Aponogetonaceae. Loài này được Oliv. mô tả khoa học đầu tiên năm 1884.